# Loring Coes Junior
Loring Jr. Coes (Worcester, 5 gennaio 1915 – Massachusetts, 4 dicembre 1978) è stato un chimico statunitense.
Fu il primo a creare la coesite, minerale sintetico che prende il suo nome. Lo creò esponendo il quarzo ordinario alla pressione di 35 000 atmosfere e alla temperatura di 800 °C.

## Vita privata
Era secondo di cinque figli, il padre era Loring Coes, inventore. Morì nel 1978 per un cancro ai polmoni.